# Sherwood Anderson
Sherwood Anderson (13. září 1876 Camden, Ohio, USA – 8. březen 1941 Panama) byl americký spisovatel.

## Dílo (výběr)
- Windy McPherson's Son, (Syn Windyho McPersona, 1916, román)
- Marching Men, (Muži na pochodu, 1917, román)
- Winesburg, Ohio, (Městečko v Ohiu, 1919, povídky)
- Poor White, (Bílý nuzák, 1920, román)
- Triumph of the Egg, (Triumf vejce, 1921, povídky)
- Many Marriages, (Mnohá manželství, 1923, román)
- Horses and Men, (Koně a lidé, 1923, povídky)
- A Story-Teller's Story, (Vypravěčův příběh, 1924, román s autobiografickými prvky)
- Dark Laughter, (Temný smích, 1925, román)
- Tar: A Midwest Childhood, (Tar, středozápadní dětství, 1926, román s autobiografickými prvky)
- Sherwood Anderson's Notebook, (Zápisník, 1926, paměti)
- Hello Towns, (1929, povídky)
- Beyond Desire, (Víc než touha, 1932, román)
- Death in the Woods, (Smrt v lesích, 1933, povídky)

### Česky vyšlo
- Smutní trubači a jiné povídky, přeložil Jan Čep, Dobré dílo svazek 90, Marta Florianová, Stará Říše na Moravě, 1927
- Temný smích, román, přeložili Jarmila Fastrová a Aloys Skoumal, Václav Petr, Praha 1927
- Městečko v Ohiu, překlad Eva Kondrysová, SNKLHU, Praha 1958
- Smrt v lese (výbor 12 povídek), překlad Eva Kondrysová a Jaroslav Schejbal, Mladá fronta, Praha 1964
- Městečko v Ohiu, překlad Eva Kondrysová, Odeon, Světová četba, svazek 469, Praha 1976
- Městečko v Ohiu, překlad Eva Kondrysová, Ivo Železný, Praha 1995 ISBN 80-237-2120-8